# Рукла
Рукла́ (лит. Rukla) — город в Ионавском районе Каунасского уезда в центральной Литве, в 10 километрах к юго-востоку от Ионавы.

## География
Поселение располагается на левом берегу реки Нерис, через местечко протекает Рукляле (приток Нериса). Местечко окружает лес Гайжюну. Шоссе соединяет с районным центром Ионавой и местечком Жасляй.

## История
Предполагается, что местечко основано в XVI веке. Усадбу в Рукле в XIX веке приобрёл вельможный род Коссаковских. В 1931 году в окрестностях местечка был устроен военный полигон с казармами, учебными лагерями, стрельбищами, аэродромом. В конце 1939 года Рукла и полигон были переданы военной базе СССР.
В начале Великой Отечественной войны эти территории защищала от агрессии Германии 11-я армия РККА ВС Союза ССР.

## Инфраструктура
В Рукле есть костёл (часовня) Святого Духа в бывшем доме культуры, начальная школа, почтовое отделение, амбулатория, библиотека. Имеется рыбоперерабатывающее предприятие „Edega“. С 1997 года в Рукле действует Центр приёма беженцев.
К юго-западу от местечка расположен полигон литовской армии. С 2017 года здесь дислоцируется одна из многонациональных батальонных групп расширенного передового присутствия NATO — OTAN.

## Население
В 1989 году насчитывалось 4 063 жителей, в 2001 году было 2 376 жителей. В 2011 году в Рукле проживало 2 098 человек.